# (9186) Fumikotsukimoto
(9186) Fumikotsukimoto est un astéroïde de la ceinture principale.

## Description
(9186) Fumikotsukimoto est un astéroïde de la ceinture principale. Il fut découvert le 7 septembre 1991 à l'observatoire Palomar par Eleanor Francis Helin. Il présente une orbite caractérisée par un demi-grand axe de 2,31 UA, une excentricité de 0,19 et une inclinaison de 23,1° par rapport à l'écliptique.

## Compléments